# Moldenhauer Archives
Die Moldenhauer Archives sind ein Archiv innerhalb der Library of Congress (Washington, D. C.), der öffentlich zugänglichen Forschungsbibliothek des Kongresses der Vereinigten Staaten. Das Archiv beinhaltet mehr als 3.500 Originaldokumente der Musikgeschichte. Ein Teil dieser Sammlung befindet sich in der Houghton Library der Harvard University.

## Bedeutung

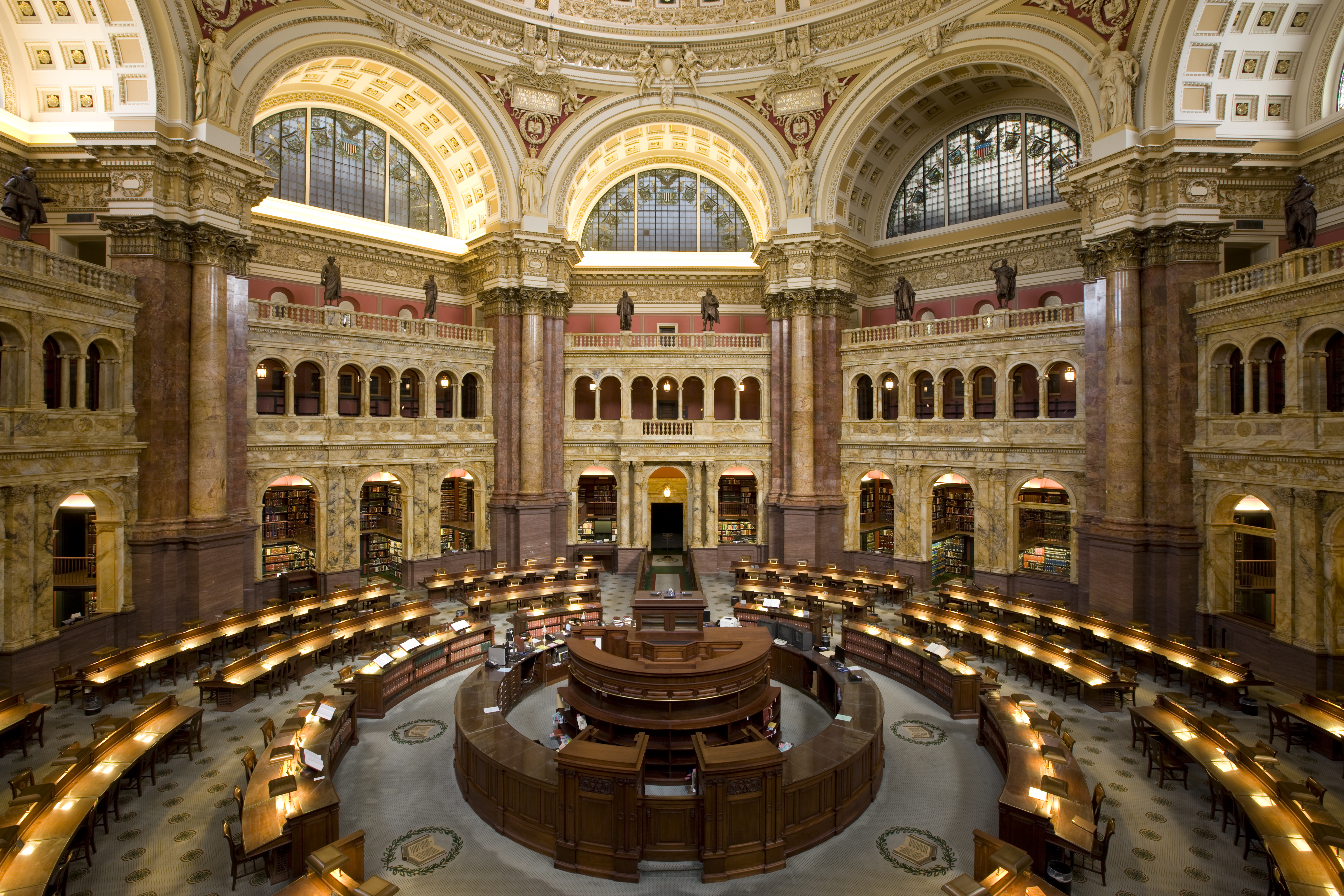
Library of Congress: Lesesaal

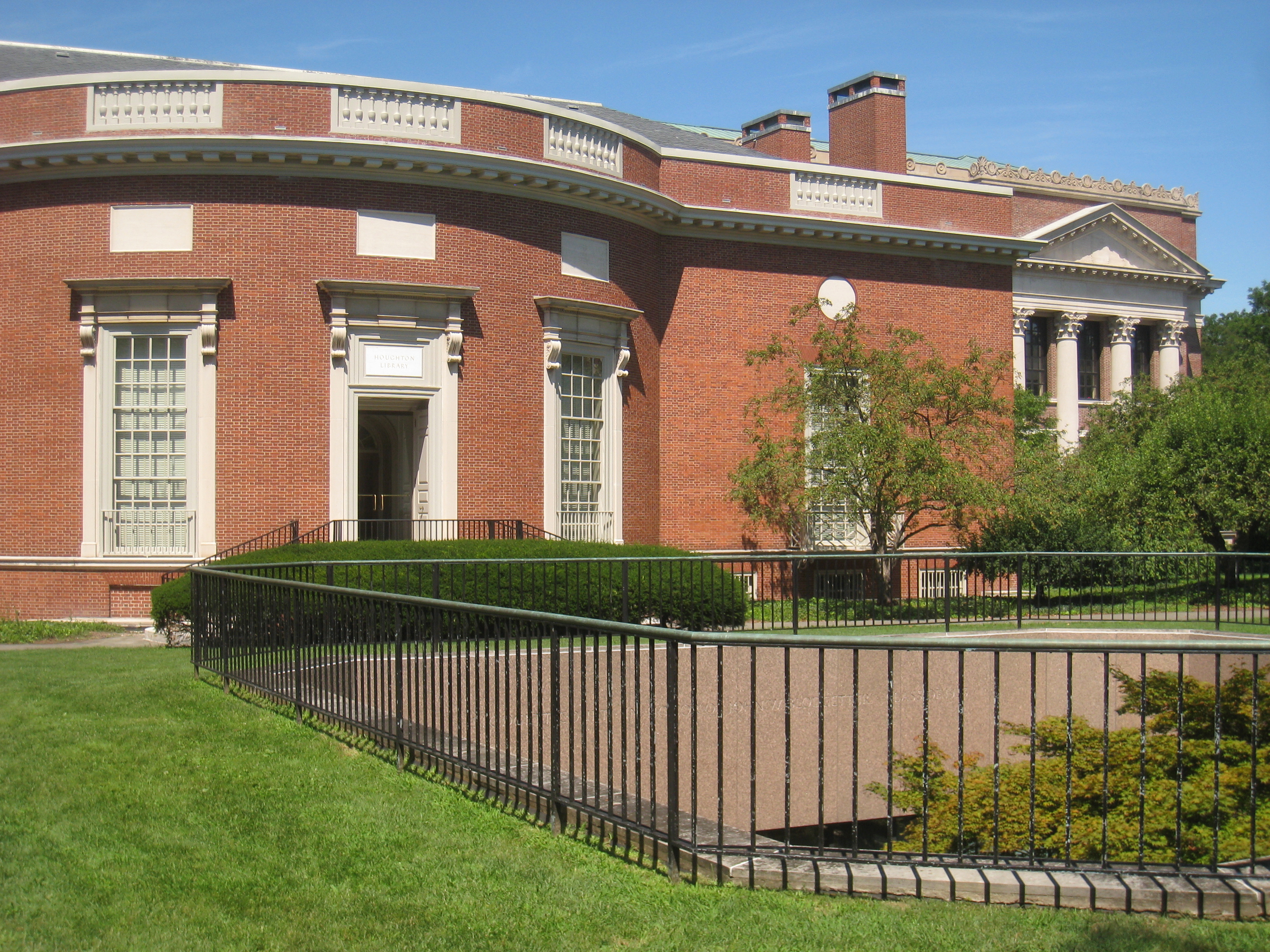
Die Houghton Library der Harvard University

Das Archiv wurde von Hans Moldenhauer, einem deutsch-amerikanischen Pianisten und Sammler gestiftet. Es ist eine der umfassendsten Sammlungen von Originaldokumenten der Musikgeschichte. Die Sammlung enthält Manuskripte, Korrespondenz, Notizen, Illustrationen und andere repräsentative Beispiele der europäischen Musikgeschichte vom Mittelalter bis zum 20. Jahrhundert. 57 der größten Komponisten wie z. B. Johann Sebastian Bach, Bartók, Beethoven, Brahms, Mahler, Mendelssohn, Mozart, Schubert, Schoenberg und Webern sind mit Originaldokumenten vertreten.